# St. John (Kansas)
St. John és una població dels Estats Units a l'estat de Kansas. Segons el cens del 2000 tenia 1.318 habitants.

## Demografia
Segons el cens del 2000, St. John tenia 1.318 habitants, 569 habitatges, i 337 famílies. La densitat de població era de 282,7 habitants/km².
Dels 569 habitatges en un 28,5% hi vivien nens de menys de 18 anys, en un 50,8% hi vivien parelles casades, en un 5,6% dones solteres, i en un 40,6% no eren unitats familiars. En el 38,1% dels habitatges hi vivien persones soles el 18,3% de les quals corresponia a persones de 65 anys o més que vivien soles. El nombre mitjà de persones vivint en cada habitatge era de 2,26 i el nombre mitjà de persones que vivien en cada família era de 3,01.
Per edats la població es repartia de la següent manera: un 26,3% tenia menys de 18 anys, un 5% entre 18 i 24, un 25,9% entre 25 i 44, un 21,2% de 45 a 60 i un 21,6% 65 anys o més.
L'edat mediana era de 40 anys. Per cada 100 dones de 18 o més anys hi havia 85,1 homes.
La renda mediana per habitatge era de 31.050 $ i la renda mediana per família de 41.761 $. Els homes tenien una renda mediana de 27.986 $ mentre que les dones 23.152 $. La renda per capita de la població era de 17.889 $. Entorn del 7,3% de les famílies i el 9,1% de la població estaven per davall del llindar de pobresa.

## Poblacions més properes
El següent diagrama mostra les poblacions més properes.